# Pärlfiske, vittnesbörd om en ö-ekonomi
Pärlfiske, vittnesbörd om en ö-ekonomi är sedan 30 juni 2012 ett världsarv i Bahrain. Pärlfiske har funnits i Bahrain sedan 2000 f.Kr. och utgjorde basen i landet ekonomi fram till 1930-talet då pärlmarknaden kraschade efter att Japan introducerat odlade sötvattenspärlor.
Världsarvet omfattar:
- Ostronbädden Hayr Bu-I-Thama
- De  kombinerade ostronbäddarna Hayr Bu am'ama och Hayr al-Mayyana
- Ostronbädden Hayr Shtayyah
- Kustkulturlandskapet Bu Maher
- 17 byggnader i staden Muharraq

## Historia
Pärlfiske i Bahrain nämns första gången i Assyriska texter från 2000 f.Kr.,  och refererar till "fiskögon" från Dilmun (forntidens namn för Bahrain). Bahrain (som Tylos, Bahrains grekiska namn) nämndes av Plinius den äldre att ha varit "känd för sitt stora antal pärlor". Pärlfiskets gyllene era sägs ha varit mellan 1850-talet och fram till 1930, då pärlor var mer värdefulla än diamanter och lockade juvelerare som acques Cartier till landet. Det fanns cirka 30 000 pärlfiskare i slutet av 1930, då pärlfiske var Bahrains främsta näring före upptäckten av olja 1932. Efter pärlfiskeindustrins kollaps, gick de flesta fiskarna över till den nyligen grundade oljesektorn.
För närvarande är handel med odlade pärlor i Bahrain förbjuden. Antalet verksamma pärlfiskare är mycket lågt.